# Der Rammbock
Der Rammbock (Originaltitel: Le Ruffian) ist ein Abenteuerfilm mit Lino Ventura. Er entstand 1983 als Koproduktion zwischen Frankreich und Kanada. Die Regie führte José Giovanni, der auch das Drehbuch schrieb.

## Handlung
Der ehemalige Rennfahrer Aldo trägt eine große Schuld mit sich herum: vor Jahren verursachte er einen Unfall, bei dem sein bester Freund Gérard schwer verletzt wurde. Seitdem hat dieser ein steifes Bein und ist auf einen Rollstuhl angewiesen. Daher hat sich Aldo in den einsamen Norden Kanadas zurückgezogen und schuftet in einer Goldmine. Auf diese Weise erhofft er sich, genügend Geld zu erwirtschaften, um Gérard die notwendige Operation zu finanzieren.
Während der Lohnauszahlung wird die Mine von Gangstern überfallen, welche fast die gesamte Arbeiterschaft umbringen. Lediglich Aldo und zwei Indianer bleiben verschont. Dem Trio gelingt es, alle Gauner zu erschießen und gelangt dadurch in den Besitz der Beute. Doch bereits kurz danach kommt es zwischen Aldo und den Indianern zum Streit um das Gold. Kurzerhand überlistet dieser seine Partner und setzt sich mit der Beute in einem Kanu ab. Doch bei der Flucht kentert sein Boot in den Stromschnellen eines Gebirgsflusses, wobei die Kisten mit dem Gold unter einem Wasserfall untergehen.
Da er das Gold sicher vor den anderen glaubt, fährt er nach Montreal, um Gérard von dem Schatz zu berichten. Doch weder dieser noch seine Frau Éléonore glauben ihm, begleiten ihn nach gutem Zureden aber letztendlich. Mithilfe von Aldos Ex-Freundin, der „Baronin“, sowie dem alten John brechen sie zu fünft in die raue kanadische Wildnis auf, um das Gold zu bergen, mit einem Wohnmobil und einem speziellen Boot, das mit einem Tieflader transportiert wird. Mit Hilfe des Bootes, einer Tauchausrüstung und einer Drahtseilkonstruktion gelingt es Aldo, nach dem Gold zu tauchen und es zu bergen.

## Hintergrund
- Als Filmvorlage diente der Roman „Le Ruffian“[1], den Regisseur José Giovanni geschrieben hat.
- Die Dreharbeiten fanden in der kanadischen Provinz British Columbia sowie in den Pariser Billancourt Studios statt.
- Alle bisherigen deutschen Filmfassungen sind um zirka drei Minuten geschnitten. Es fehlen vorrangig Landschaftsaufnahmen sowie einige Dialoge.

## Kritik
„Ein Abenteuerfilm mit der üblichen Aneinanderreihung von Genre-Versatzstücken in durchschnittlicher Inszenierung - aber immerhin mit dem souveränen Lino Ventura in der Hauptrolle.“